# 黑口槳躄魚
黑口槳躄魚（學名：Chaunacops melanostomus），為輻鰭魚綱鮟鱇目單棘躄魚亞目單棘躄魚科的其中一種，為深海底棲魚類，分布於印度洋14°-30°S及86°-114°E海域，棲息深度1320-1760公尺，體長可達7.2公分，棲息在大陸坡，生活習性不明。

## 扩展阅读
維基物種上的相關：黑口槳躄魚